# Rakhine Razawin Thit

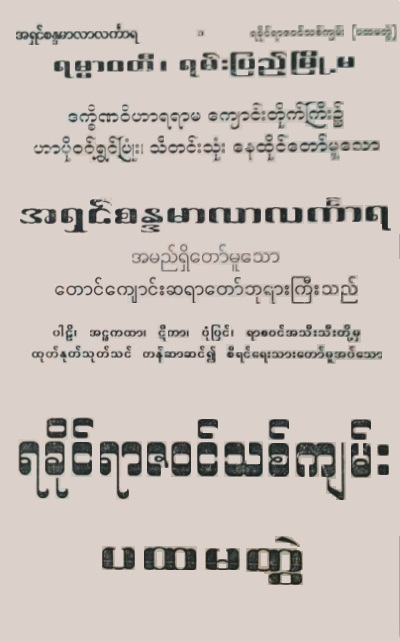
Cover of the first volume of the 1997 reprint

Rakhine Razawin Thit (birmanisch ရခိုင် ရာဇဝင်သစ်, ɹəkʰàiɴ jàzəwɪ̀ɴ ðɪʔ, Arakanesische Aussprache: ɹəkʰàiɴ ɹàzəwàɴ ðɪʔ) ist eine Burmesische Chronik (မြန်မာ ရာဇဝင် ကျမ်းများ [mjəmà jàzəwɪ̀ɰ̃ tɕáɰ̃ mjá]), welche die Geschichte des Rakhaing-Staates (Arakan) von der Urzeit bis zum Ersten Anglo-Birmanischen Krieg (1824–1826) erzählt. Der Verfasser war Venerable Sandamala Linkara (Candamālālaṅkāra), der Sayadaw (Abt) des Dakhina Vihara Rama buddhistischen Klosters (kyaung, ဘုန်းကြီးကျောင်း; [pʰóʊɰ̃dʑí tɕáʊɰ̃]) in Ramree (Ranbye Kyun, ရမ်းဗြဲမြို့, [jáɰ̃bjɛ́ mjo̰]) im damaligen British Burma. Das Werk wurde 1931 veröffentlicht und ist eine Kompilation aller erhaltenen früheren Arakanesischen Chroniken in eine einzigen Narrative. Die originale Ausgabe von 1931 bestand aus sieben Bänden. Die ersten vier Bände wurden in einem Sammelband 1997 erneut herausgegeben und die weiteren drei Bände wurden in einem Sammelband 1999 erneut herausgegeben.